# Атентат на Ибарској магистрали
Атентат на Ибарској магистрали, 3. октобра 1999. године, је покушај убиства Вука Драшковића, лидера Српског покрета обнове, тада једне од најјачих опозиционих политичких странака у Србији.
У исценираној саобраћајној несрећи погинули су:
- Веселин Бошковић (49 година),
- Звонко Осмајлић (37 година),
- Вучко Ракочевић (32 године) и
- Драган Вушуровић - Гага (33 године).

Вук Драшковић који је приликом атентата лакше повређен, одмах је оптужио тадашњу власт Слободана Милошевића за убиства и атентат на њега.

## Преминули
Сва четворица преминулих су били чланови Српског покрета обнове и најближи сарадници Вука Драшковића.
Веселин Бошковић рођен је у Бијелом Пољу.
Завршио је Правни факултет у Београду.
Био је директор Дирекције за градско грађевинско земљиште Београда.
Он је рођени брат Данице Драшковић, супруге лидера СПОа.
Сахрањен је на Топчидерском гробљу.
Његова светост патријарх српски господин Павле уручио је током четрдесетодневног помена породици Веселина Бошковића Орден Светог Саве првог реда, који му је посмртно додељен.
У његову славу шаховски клуб у Бијелом Пољу носи његово име.
У Београду се од 2000. године одржава меморијални шаховски турнир „Веселин Бошковић“.
Веселин је иза себе оставио две ћерке: Весну и Нину.
Звонко Осмајлић је рођен 12. септембра 1961. године у Беранама (Иванграду).
Дипломирао је на Факултету физичке културе.
Био је репрезентативац Југославије у џудоу.
Био је члан управног одбора и капитен џудо клуба "Партизан" и директор Спортско рекреационог центра "Ташмајдан".
У Београду се од 2001. године одржава интернационални меморијални џудо турнир „Звонко Осмајлић“.
Звонко је иза себе оставио три ћерке: Дмитру, Јовану и Даницу.
Вучко Ракочевић је у тренутку погибије обављао дужност управника спортске хале „Пионир“.
И он је као и Звонко био спортиста и освајач више домаћих титула и медаља на међународним такмичењима у борилачким вештинама.
Вучко је иза себе оставио двоје деце: ћерку Василију и сина Душана.
Драган Вушуровић - Гага је водио самопослугу.
Гага је иза себе оставио два сина: Ђорђа и Радана.
Звонко, Вучко и Гага су били познати као "Вукови телохранитељи".
Сахрањени су један крај другога, такође на Топчидерском гробљу.

## Оптужени
За овај злочин оптужени су:
- Раде Марковић, бивши шеф Ресора државне безбедности Србије,
- Милорад Улемек, бивши командант ЈСО,
- пет чланова те јединице као непосредни извршиоци,
  - Ненад Бујошевић,
  - Ненад Илић,
  - Душко Маричић,
  - Бранко Берчек,
  - Леонид Миливојевић,
- Михаљ Кертес, директор Савезне управе царина,
- Милан Радоњић, шеф београдског одељења ДБа,
- Бранко Ђурић, начелник полиције у Београду,
- Драгиша Динић, начелник саобраћајне полиције, и
- Видан Мијаиловић, припадник саобраћајне полиције.

## Атентат
Дана 3. октобра 1999. године, група припадника СПОа се упутила на излет ка Равној гори, крај Ваљева.
Колона се кретала у три возила:
1. службени џип председника СПОа, у коме су се налазили возач Бане, Даница Драшковић и савезни посланик СПОа др Гордана Аничић
2. Ауди A8, у коме су се налазили возач Веселин Бошковић и Вук Драшковић
3. БМВ 520, у коме су се налазили возач Вучко Ракочевић, Звонко Осмајлић и Драган Вушуровић.

Око 12 часова и 15 минута на Ауди који је возио Веселин Бошковић, а у коме се налазио и Вук Драшковић, из супротног смера, на правој деоници Ибарске магистрале у атару села Петка крај Лазаревца, налетео је камион марке "Мерцедес", натоварен песком.
Присебношћу Бошковића, Ауди није подлетео под камион, али је од силине ударца завршио крај пута.
Бошковић је задобио прелом врата и преминуо је у лазаревачкој болници.
Недалеко затим камион је налетео на БМВ у коме су сви изгорели на лицу места.
Возач камиона је нестао са места удеса.

## Суђење
Прво суђење
Прво суђење је почело са само 4 оптуженика: Ненад Бујошевић и Ненад Илић као директни извршиоци, Раде Марковић и Милан Радоњић за помагање.
Судско веће којим је председавао судија Мирослав Цветковић је 30. јануара 2003. године донело, испоставило се само прву, пресуду оптуженима.
Директни извршиоци су осуђени на по 15 година, Марковић на 7, док је Радоњић ослобођен оптужби.
Врховни суд Србије (ВСС) је поништио ову одлуку и вратио суђење на почетак.
Друго суђење
На поновљеном суђењу нашла се већа група оптужених.
Поред оптужених и у претходном процесу, овог пута на оптуженичкој клупи су се нашли и Милорад Улемек, Михаљ Кертес и други.
Пресудом од 29. јуна 2005. године Улемек и преостала петорица припадника ЈСО су осуђени на по 15 година затвора.
Раде Марковић је осуђен на 10 година затвора, док су тројица оптужених Кертес, Динић и Мијаиловић су осуђени на 3, 2 односно 1 годину затвора.
Радоњић и Ђурић су ослобођени оптужби.
Ову пресуду је обележило необично дуго време потребно за писање пресуде.
Судији Бојану Мишићу је било потребно скоро пуних пет месеци да изречену пресуду преточи у писану форму.
ВСС је 16. маја 2006. године поништио и ову одлуку.
Треће суђење
Треће суђење је поново извођено пред већем судије Бојана Мишића.
16. фебруара 2007. године донета је нова пресуда.
Сви оптужени су осуђени на исте или мање казне у односу на претходну пресуду.
Суђење пред ВСС
Након две укинуте пресуде Окружног суда у Београду, пред Врховним судом Србије у марту 2008. године је почело поновљено суђење оптуженима.
Иначе ово је тек други пут, у 161 години постојања ВСС-а да тај суд отвара главни претрес.
Крајем 2009. године Врховни суд Србије је потврдио другостепене пресуде, које су постале правоснажне, без могућности жалбе, према којој су оптужени осуђени на следеће казне:
- Радомир Марковић (начелник РДБ) — 40 година,
- Милорад Улемек Легија (командант ЈСО) — 40 година,
- Ненад Илић (припадник ЈСО) — 40 година,
- Бранко Берчек (припадник ЈСО) — 40 година,
- Ненад Бујошевић (припадник ЈСО) — 35 година,
- Душан Маричић (припадник ЈСО) — 30 година,
- Леонид Миливојевић (припадник ЈСО) — 30 година,
- Михаљ Кертес (директор Савезне управе царина) — 1.5 година,
- Драгиша Динић (припадник саобраћајне полиције) —  10 месеци,
- Видан Мијаиловић (припадник саобраћајне полиције) — 6 месеци,
- Милан Радоњић — (начелник РДБ Београд) — ослобођен
- Бранко Ђурић (начелник полиције у Београду) — ослобођен.